# Mann Egerton Type H
Mann Egerton Type H, còn gọi là Mann Egerton H.2, là một loại máy bay tiêm kích trên tàu chiến của Anh năm 1910.

## Tính năng kỹ chiến thuật (Type H Mk II)
Dữ liệu lấy từ British Aeroplanes 1914–18
Đặc điểm tổng quát
- Kíp lái: 1
- Chiều dài: 21 ft 11 in (6.68 m)
- Sải cánh: 30 ft 9 in (9.37 m)
- Chiều cao: 8 ft 11½ in (2.73 m)
- Diện tích cánh: 310 ft2 (28.80 m2)
- Trọng lượng rỗng: 1760 lb (798 kg)
- Trọng lượng có tải: 2326 lb (1055 kg)
- Động cơ: 1 × Hispano-Suiza 8Bd[2], 200 hp (149 kW)

Hiệu suất bay
- Vận tốc cực đại: 113[3] mph (182 km/h)
- Thời gian bay: 3 giờ  15 phút
- Trần bay: 16.800 ft (5.120 m)
- Vận tốc lên cao: 1.013[4] ft/min (5,1 m/s)

Vũ khí trang bị
- 1 x súng máy Vickers.303
- 1 x Súng máy Lewis.303